# Винник, Павел Борисович
Па́вел Бори́сович Ви́нник (22 сентября, 1925, Винница, Украинская ССР, СССР — 9 июня 2011, Москва, Россия) — советский и российский актёр театра и кино. Народный артист Российской Федерации (2002). Ветеран Великой Отечественной войны.

## Биография
Родился в Виннице (Украинская ССР), в 1932 года семья поселилась в Одессе, где он поступил в школу. Мать Анна Андреевна была театральной портнихой. Потеряв в сентябре 1941 года на фронте отца, семья эвакуировалась на Северный Кавказ. 
Участник Великой Отечественной войны с апреля 1944, 3-й Украинский, 1-й Белорусский фронты. Сержант роты автоматчиков в 1374-м стрелковом полку, 416-й стрелковой дивизии (1-й Белорусский фронт), освобождал Варшаву и брал Берлин.
С 1945 по 1946 год учился в Одесском театрально-художественном училище, по окончании поступил в  Московское городское театральное училище при Театре Революции (1950), ГИТИС (1958). Театральное амплуа — характерный актёр.
В 1950–1959 годах — актёр Театра имени В. Маяковского, в 1960–1992 годах — Театра-студии киноактёра, в 1992–1993 годах — Малого театра, в 1995–1998 годах — МХАТ имени М. Горького. Участвовал в антрепризном спектакле «Уроки испанского». Был руководителем Бюро пропаганды российского кино.
Скончался 9 июня 2011 года в Москве. Похоронен на Ваганьковском кладбище (участок № 38).

### Семья
Имел сына и дочь от первого брака, вторая жена — Татьяна, киномонтажёр, есть общий сын.

## Фильмография
- 1948 — Мичурин — студент Карташова (нет в титрах)
- 1950 — Кавалер Золотой Звезды — колхозник (нет в титрах)
- 1950 — Смелые люди — Серёжа, партизан-подрывник
- 1953 — Застава в горах — пограничник (нет в титрах)
- 1955 — Сын — водитель грузовика
- 1956 — Пролог — Филимонов, солдат Семёновского полка
- 1957 — Екатерина Воронина — эпизод (нет в титрах)
- 1958 — Восемнадцатый год — Тётькин
- 1958 — Добровольцы — комсорг шахты
- 1958 — Девушка с гитарой — влюблённый телефонист
- 1958 — Солдатское сердце — Стёпка Филюшкин
- 1958 — Матрос с «Кометы» — милиционер (нет в титрах)
- 1959 — Судьба человека — советский полковник
- 1960 — Серёжа — продавец в магазине игрушек
- 1960 — Повесть пламенных лет — Капитан Шульц
- 1960 — Алёшкина любовь — Андрей Петрович
- 1960 — Испытательный срок — аптекарь Григорий Митрофанович Фринёв
- 1960 — Северная повесть — шкипер шведского брига
- 1960 — Прыжок на заре — повар
- 1960 — Воскресение — Новодворов
- 1961 — Нахалёнок — красноармеец
- 1961 — Чужой бумажник — баянист
- 1961 — Дуэль — Егор
- 1962 — Путь к причалу — радист
- 1962 — Большая дорога — эпизод
- 1962 — Девять дней одного года — гость в квартире Гусева (нет в титрах)
- 1963 — Королева бензоколонки — Яков Подорожный, автоинспектор
- 1963 — Понедельник — день тяжёлый
- 1963 — Человек, который сомневается — мужчина, купивший часы
- 1964 — До свидания, мальчики! — парторг в порту
- 1964 — Жили-были старик со старухой — недовольный попутчик
- 1964 — Три сестры — Федотик
- 1964 — Голубая чашка — грибник
- 1965 — Непокорённый батальон — Варламов
- 1965 — Чёрный бизнес — Гулькин
- 1965 — Тридцать три — главврач психбольницы (нет в титрах)
- 1966 — Дикий мёд — геолог
- 1966 — Начальник Чукотки — иностранец в шапочке
- 1966 — Королевская регата — милиционер
- 1966 — Чёрт с портфелем — Пантелеймон Евлампиевич Иванов, председатель колхоза «Весна»
- 1966 — Скверный анекдот — гость с моноклем
- 1967 — Крепкий орешек — врач
- 1967 — Первый курьер — второй филёр
- 1967 — Незабываемое — офицер на пересыльном пункте
- 1967 — Я не хочу сниматься — гримёр Петенька[9]
- 1968 — Один шанс из тысячи — Глотке
- 1968 — Золотой телёнок — бухгалтер Берлага
- 1969 — Гори, гори, моя звезда
- 1969 — Десять зим за одно лето — секретарь сельсовета
- 1969 — Повесть о чекисте — сосед
- 1969 — Почтовый роман — Таковенко, хозяин гостиницы
- 1969 — Главный свидетель — Лебёдкин
- 1970 — Бег — помощник Тихого
- 1970 — Баллада о Беринге и его друзьях — майор Петров, городничий
- 1970 — В Москве проездом… — жених
- 1970 — Когда расходится туман — Иван Васильевич, лесник
- 1971 — Двенадцать стульев — официант
- 1971 — Вся королевская рать — фотокорреспондент
- 1971 — Лето рядового Дедова — Андрей Демьянович Подберёзкин
- 1971 — Офицер запаса — эпизод
- 1972 — Возвращение скрипки — Шкиль
- 1972 — Пятьдесят на пятьдесят — патрульный полицейский
- 1972 — Свеаборг — священник
- 1973 — Дела сердечные — врач
- 1973 — Чиполлино — профессор Груша
- 1974 — Если это не любовь, то что же? — священник
- 1974 — Помни имя своё — советский часовой
- 1974 — Сергеев ищет Сергеева — Андрей Гаврилович Крутых, начальник группы
- 1975 — Шторм на суше — шкипер «Оли»
- 1976 — Повесть о неизвестном актёре — Ферапонтов
- 1976 — Туфли с золотыми пряжками — лесоруб
- 1976 — Приключения Нуки — капитан милиции
- 1976 — Последняя жертва — Кисловский
- 1976 — Судьба барабанщика — дядя Коля
- 1976 — Соло для слона с оркестром — папа с двумя дочками
- 1976 — Развлечение для старичков — Егор Петрович
- 1976 — Двенадцать стульев — официант
- 1977 — Розыгрыш — завхоз Семён Семёнович
- 1977 — Мимино — друг потерпевшего
- 1977 — Собственное мнение — Павел Борисович Беляшин, председатель завкома
- 1977 — Судьба — пьяный эсэсовец
- 1977 — Ты иногда вспоминай — Третьяков
- 1978 — Сдаётся квартира с ребёнком — Степанов, папа Андрея
- 1978 — Супруги Орловы — трактирщик
- 1978 — Недопёсок Наполеон III — работник зверофермы
- 1979 — Задача с тремя неизвестными — коллега и товарищ Дорохова, капитан милиции
- 1979 — Мишка на севере — эпизод
- 1979 — Суета сует — эпизод
- 1980 — Всадник на золотом коне — главный визирь
- 1980 — Государственная граница. Фильм 1-й: Мы наш, мы новый… — беженец с акварелями
- 1981 — Любимая женщина механика Гаврилова — уличный фотограф
- 1981 — Чёрный треугольник — Павел Васильевич
- 1981 — Карнавал — регулировщик на стоянке такси
- 1981 — Провинциальный роман — общественный защитник
- 1982 — Дыня — начальник станции Ново-Сергеевка
- 1982 — Не хочу быть взрослым — Василий Сергеевич, майор, начальник детской комнаты милиции
- 1982 — Похождения графа Невзорова — антиквар
- 1982 — Чародеи — член комиссии
- 1983 — Трест, который лопнул — владелец лавки
- 1983 — Нежданно-негаданно — приёмщик в комиссионном магазине
- 1985 — Победа — Поскрёбышев
- 1985 — Багратион — врач
- 1986 — Микко из Тампере просит совета — Никитин, старший инспектор ГАИ, капитан
- 1987 — Пять писем прощания — эпизод
- 1987 — Оглашению не подлежит — заговорщик
- 1989 — Из жизни Фёдора Кузькина — работник райисполкома
- 1989 — Визит дамы — кельнер
- 1989 — Вакантное место — часовщик
- 1990 — Аферисты — капитан милиции
- 1990 — Спутник планеты Уран — опекун Ариэля
- 1990 — Рок-н-ролл для принцесс — воспитатель Ори
- 1991 — Призраки зелёной комнаты — Сэм Мун
- 1991 — Уставшие — эпизод
- 1992 — Цена сокровищ — администратор гостиницы
- 1992 — Одна на миллион — лысоватый мужик
- 1992 — Мушкетёры двадцать лет спустя — Ла Раме
- 1992 — На Дерибасовской хорошая погода, или На Брайтон-Бич опять идут дожди — Самсон Семёнович, эмигрант в ресторане / голос одесского мафиозо Рабиновича по сверхсекретной телефонной линии
- 1993 — Тайна королевы Анны, или Мушкетёры тридцать лет спустя — Ла Раме
- 1995 — Авантюра — белорусский генерал КГБ
- 1998 — Стрингер — дедушка
- 1998 — Сочинение ко Дню Победы — ветеран на репетиции парада
- 1998 — Судья в ловушке — помощник констебля
- 1999 — Максимилиан — дед
- 1999 — Очаровательные негодники — эпизод
- 2003 — Тотализатор — учётчик овощебазы
- 2004 — Возвращение Мухтара. 1-й сезон, 21-я серия «Мнимый больной» — старик-мошенник
- 2008 — Новая жизнь сыщика Гурова — генерал-майор
- 2008 — Почтальон — Лев Яковлевич, бывший учитель физики
- 2009 — Синдром Феникса — обходчик
- 2011 — Заложники любви — свидетель

Озвучивание
- 2003 — Хорошо забытое старое (мультфильм) — шпион в калошах

## Награды и звания
- два ордена Отечественной войны II степени (7 июня 1945[10]; 6 апреля 1985[11]);
- орден Красной Звезды (27 февраля 1945)[12];
- медаль «За взятие Будапешта»[4];
- медаль «За взятие Берлина»[4];
- медаль «За освобождение Варшавы»[13];
- медаль «За победу над Германией в Великой Отечественной войне 1941—1945 гг.»[4];
- народный артист Российской Федерации (27 апреля 2002)[14].